# جولق فضي
الجولق الفضيّ هو نوع من الجولق موطنه جنوب البرتغال (الغرب وألنتيجو) في شبه الجزيرة الإيبيرية.